# 痴漢新幹線
『痴漢新幹線』（ちかんしんかんせん）は、1982年（昭和57年）7月に公開された日本映画。製作は獅子プロ。配給は東映セントラルフィルム。稲尾実が監督を務めた。

## スタッフ・キャスト

### スタッフ
- 監督:稲尾実

### キャスト
- 杉本美央
- 麻生うさぎ
- たかとりあみ